# Takatsukasa Fusasuke
Takatsukasa Fusasuke (jap. 鷹司 房輔; * 22. Juni 1637; † 1. März 1700) war ein Spross der durch Takatsukasa Nobufusa neubelebten hochadligen Familie Takatsukasa, ursprünglich von Konoe Iezane abstammend, die als eine der go-sekke für würdig genug galt Regenten für japanische Herrscher zu stellen.
Fusasuke war der Erstgeborene Norihiras und ab 1658 Naidaijin. Seit dem 14. November 1664 amtierte er als Sesshō und ab 1668 als Kampaku für Reigen bis zum 26. März 1682.
Seine Frau war eine Tochter des Mōri Hidenari. Von seinen nachgeborenen Söhnen wurde Hirasuke (実輔; 1661–1685) vom Saionji-Zweig (nördliche Fujiwara) adoptiert. Der jüngste wurde als Ichijō Kaneka (一條 兼香, auch: Ichijō Kaneyoshi; 1692–1751) Regent für Sakuramachi.
Zwei weitere Söhne Shinkaku (信覚; † 1701) und Ryūson (隆尊; 1689–1764) hielten die in der Familie erbliche Stellung des bettō im Kōfuku-ji.
Ob Fusasuke Töchter oder weitere Frauen hatte, ist nicht klar.